# Лин-Мануел Миранда
Лин-Мануел Миранда (на английски: Lin-Manuel Miranda) е американски композитор, текстописец, драматург и актьор, известен най-вече със създаването на Бродуейските мюзикъли „Hamilton“ и „In the Heights“. Той е съавтор на песните от филма на Дисни – „Смелата Ваяна“ от 2016 г. и ще участва в предстоящия филм на Дисни – „Мери Попинз се завръща“. Наградите на Миранда включват награда „Пулицър“, две награди Грами, награда „Еми“, MacArthur Fellows Program и три награди „Тони“.
Миранда написва музиката и текстовете на мюзикъла In the Heights, който започва да се играе на Бродуей през 2008 г. За тази творба той печели две награди „Тони“ през 2008 г. – за най-добър албум и за най-добър мюзикъл (същата година е номиниран и в категорията за най-добър актьор в мюзикъл). Миранда прави испански превод на „Уестсайдска история“ за Бродуейската продукция от 2009 г. и е и съ-композитор и текстописец на Bring It On: The Musical, който се играе на Бродуей през 2012 г. Работата му в телевизионни продукции включва роли в The Electric Company (2009 г. – 2010 г.) и Do No Harm (2013 г.). През 2016 г. за първи път води Saturday Night Live и получава първата си номинация за награда „Еми“ за актьорско майсторство. Сред другите филмови творби Миранда допринася за музиката и вокалите за сцена от „Междузвездни войни“: „Силата се пробужда“ (2015).
Миранда е автор на музиката, текстовете и съпровождащата книга на абсолютния Бродуейски хит – „Хамилтън“. Мюзикълът печели наградата „Пулицър“ за драма през 2016 г., награда „Грами“ за най-добър албум в категория „Музикален театър“ 2016 г. и е номиниран за рекордните 16 награди „Тони“, от които печели 11, включително тази за „Най-добър мюзикъл“, „Най-добра партитура“ и „Най-добра книга“. За участието си в главната роля на Александър Хамилтън, Миранда е номиниран и за награда „Тони“ в категорията „Най-добър актьор в мюзикъл“. Саундтракът на „Хамилтън“ се задържа 10 седмици начело на класацията Billboard's Top Rap Albums chart през 2015 г., а албумът с кавъри на песните от мюзикъла – The Hamilton Mixtape, разработен от и с участието на Миранда се изкачва до номер едно на Billboard 200 след издаването му през декември 2016 г.

## Ранен живот
Миранда е роден на 16 януари 1980 г. в Ню Йорк и израства в квартала Inwood, Manhattan. Син е на Луз Таунс – клиничен психолог и Луис А. Миранда, младши – консултант на Демократическата партия, който е консултирал кмета на Ню Йорк – Ed Koch. Миранда има една по-голяма сестра, Луз, която е главен финансов директор на MirRam Group. През детството и юношеските си години той прекарва поне по един месец всяка година във Вега Алта, Пуерто Рико (откъдето произлиза родът му) заедно със своите баба и дядо. От страна на майка му има предци с междурасови бракове, но реално по-голямата част от клоновете на семейство Таунс са женени за мексиканци в Тексас и Мексико, а Миранда, от своя страна, определя потеклото си като четвърт мексиканско. Името „Лин-Мануел“ е вдъхновено от стихотворението за войната във Виетнам Nana roja para mi hijo Lin Manuel на пуерториканския писател José Manuel Torres Santiago.
Като дете Миранда пише лесно запомнящи се стихчета и мелодии, като една от тези най-ранни творби дори е използвана за губернаторската кампания на Елиът Шпицер през 2006 г. След като завършва Hunter College Elementary School и Hunter College High School, Миранда завършва Уеслиънския университет през 2002 г. По време на своето обучение там, Миранда основава комедийна хип-хоп трупа, наречена „Freestyle Love Supreme“. Той написва най-ранната чернова на In the Heights през 1999 г., когато е второкурсник. След като спектакълът получава одобрение от Second Stage – студентската театрална компания на Wesleyan, Миранда добавя „фрийстайл рап...и салса“. Second Stage прави премиера на мюзикъла през 1999 г. Миранда пише и режисира няколко други мюзикъли в Уеслиан и е участвал в много други продукции, вариращи от мюзикъли до Шекспирови постановки. Получава почетната степен Doctor of Humane Letters от Уеслиънския университет през 2015 г.

## Кариера

### 2002 – 10 г.: In the Heights
През 2002 г. Миранда и Джон Бъфало Майлер работят с режисьора Томас Кайл, за да преразгледат и подновят мюзикъла In the Heights. Към тях, през 2004 г., се присъединява и авторът на книги Quiara Alegría Hudes. След успеха си, извън Бродуей, мюзикълът прави и Бродуейската си премиера през март 2008 г. Номиниран е за 13 награди „Тони“, печелейки четири, включително за Най-добър мюзикъл и за Най-добра партитура. Също така печели награда „Грами“ през 2009 г. за Най-добър албум в категория Музикален Театър. Изпълнението на Миранда в главната роля на Уснави му печели и номинация за наградата „Тони“ за Най-добър актьор в мюзикъл. Миранда напуска оригиналния Бродуейски състав на шоуто на 15 февруари 2009 г.
Миранда се завръща в ролята на Уснави, когато националнато турне на „In the Heights“ играе постановката в Лос Анджелис от 23 юни до 25 юли 2010 г. Той отново се присъединява и за представлението в Сан Хуан, Пуерто Рико. На Бродуей се завръща в ролята на Уснави от 25 декември 2010 г. до прекъсването на продукцията на 9 януари 2011 г. след 29 закрити представления и 1185 редовни представления.
Миранда се занимава и с друга сценична работа през този период. Той пише испански диалог и прави испански превод на песните от „Уестсайдска история“ като работи съвместно със Стивън Сондхайм за новата Бродуейска продукция от 2009 г. През 2008 г. той е поканен от композитора-текстописец Стивън Шварц да напише две нови песни за новата версия на мюзикъла от 1978 г. „Working“ с автори Шварц и Нина Фасо. Премиерата се състои през май 2008 г. в Asolo Repertory Theatre в Сарасота, Флорида.
Миранда също така работи и по телевизионни и филмови проекти. През 2007 г. участва с малка роля в телевизионния сериал The Sopranos в епизода „Remember When“, а през 2009 г. изиграва ролята на Алви – съквартирантът на Грегъри Хаус в психиатрична болница в двучасовия премиерен епизод на сезон шест на сериала House като повтаря ролята през май 2010 г. Миранда работи и за Улица Сезам, играейки малки роли и пеейки песента от повтарящия се сегмент „Мъри има малко агънце“. Композитор и актьор е в 17 епизода на The Electric Company от 2009 г. и се появява в скеча на CollegeHumor – „Hardly Working: Rap Battle“, където играе себе си, но в ролята на стажант и рапър.
През тези години Миранда работи и като учител по литература в бившата си гимназия, пише за Manhattan Times като журналист и критик на ресторанти и композира музика за реклами.

### 2011 – 14 г.: Bring It On и телевизионна работа
Миранда е съавтор на музиката и текстовете на Bring It On: The Musical, заедно с Том Кит и Аманда Грийн. Премиерата на Bring It On е в Alliance Theatre в Атланта, Джорджия през януари 2011 г. Мюзикълът тръгва на национално турне в САЩ на 30 октомври 2011 г., започвайки от Лос Анджелис, Калифорния. След това мюзикълът се играе за ограничен период на Бродуей в St. James Theatre като закритите представления започват на 12 юли 2012 г., а официалното откриване е на 1 август 2012 г. Постановката спира да се играе на 30 декември 2012 г. Мюзикълът е номиниран за наградите „Тони“ в категориите Най-добър мюзикъл и Най-добра хореография.
През 2011 г. Миранда се появява в телевизионния сериал Modern Family в епизода „Good Cop Bad Dog“. През февруари 2012 г. участва в концертната постановка на Merrily We Roll Along, в ролята на Чарли, поставена от Encores! и проведена в New York City Center. По-късно същата година има малка роля в The Odd Life of Timothy Green. Също така изиграва ролята на Ruben Marcado в драмата на NBC от 2013 г. „Do No Harm“.
През 2013 г. Миранда се появява в епизода „Bedtime Stories“ (сезон 9, епизод 11) от сериала на CBS „Как се запознах с майка ви“. По-късно същата година представя 6 демо песни на Walt Disney Animation Studios и през пролетта на 2014 г. студиото го наема да помогне за написването на песните за анимационния филм „Смелата Ваяна“ (2016 г.). През 2014 г. работи с комедийното дуо The Skivvies и участва в This American Life в Brooklyn Academy of Music на 7 юни 2014 г. Пише музиката и текстовете, както и играе в мюзикъла в едно действие 21 Chump Street. Участва в продукцията на Encores! на Tick, Tick... Boom! под художественото ръководство на Жанин Тесори.
Миранда печели награда „Еми“ през 2014 г. за съвместното композиране (заедно с Том Кит) на песента „Bigger!“ – откриващият номер на 67-те награди „Тони“ през 2013 г.

### 2015 – 16: Хамилтън: Американски мюзикъл
През 2008 г., докато е на почивка, Миранда прочита биографията на Александър Хамилтън от Ron Chernow и, вдъхновен от книгата, написва рап за Хамилтън, който впоследствие изпълнява на Вечерта на поезията, музиката и словото в Белия Дом на 12 май 2009 г. (акомпанира му Alex Lacamoire). Миранда разказва, че след това прекарва цяла година в написването на песента „My shot“, пренаписвайки всеки стих многократно в опит да отрази максимално точно интелекта на Александър Хамилтън. До 2012 г. Миранда вече изпълнява удължен набор от песни, базирани на живота на Хамилтън, обединени под името – Hamilton Mixtape. „Ню Йорк Таймс“ го определя като абсолютен новатор.
„Хамилтън“ – мюзикълът „Hamilton“, базиран на Hamilton Mixtape прави премиерата си (извън Бродуей) в The Public Theater през януари 2015 г., режисиран от Томас Кайл. Миранда написва книгата и партитурата и влиза в ролята на главния герой. Шоуто получава множество положителни отзиви, а билетите са разпродадени. Chernow и Миранда получават наградата „History Makers Award“ от Историческото дружество на Ню Йорк за тяхната работа в създаването на мюзикъла. Закритите представления започват на Бродуей през юли 2015 г. в Richard Rodgers Theatre, а официалната Бродуейска премиера е на 6 август 2015 г. В първата вечер от предварителните закрити постановки над 700 души се нареждат на опашка, за да се опитат да спечелят лотарийни билети за шоуто.
Междувременно, Миранда допринася за написването на песен за филма Star Wars: The Force Awakens (2015 г.) (написаното от Миранда може да се чуе в сцената с пивницата на Maz Kanata и е директна препратка към класическата сцена от пивницата на Mos Eisley от оригиналната трилогия).
На 24 януари 2016 г. Миранда изпълнява cameo ролята на Loud Hailer в offstage Бродуейската продукцията на „Les Misérables“, сбъдвайки детската си мечта да бъде в шоуто, тъй като това е първата продукция, която е гледал на Бродуей.
На 5 март 2016 г. част от актьорския състав на „Хамилтън“ изпълнява откъси от мюзикъла в Белия Дом и провежда семинари. Миранда прави фрийстайл рап с насочващи думи, които президентът Обама му подава.
През април 2016 г. Миранда и Джеръми Маккартър издават „Хамилтън: революцията“ – книга, проследяваща пътешествието от началната концепция до Бродуейския успех на мюзикъла и разглеждаща културната революция, която се просмуква в шоуто.
На 24 април 2016 г. в телевизионното шоу Last Week Tonight с Джон Оливър в края на сегмент за дълговата криза в Пуерто Рико, Миранда изпълнява емоционален рап за острова.
През май 2016 г. Миранда получава почетна докторска степен по изкуствата от Университета на Пенсилвания и държи речта за началото на учебната година. В същия месец, за ролята си на Александър Хамилтън, Миранда получава наградата Drama League Award Distinguished Performance Award.
Миранда играе Хамилтън за последен път на 9 юли 2016 г. като обещава да се завърне в шоуто. Документален филм за създаването на мюзикъла – Hamilton's America, с участието на Миранда, прави премиерата си на филмовия фестивал в Ню Йорк на 1 октомври 2016 г., след което е излъчен като част от сериите на PBS – Great Performances на 21 октомври 2016 г.

### 2016 –: Сътрудничество с Дисни и филмова работа
От 2014 г. до 2016 г. Миранда си сътрудничи с Opetaia Foa'i и Mark Mancina, за да напише музиката за „Смелата Ваяна“. Миранда пее песента „We Know the Way“. Той също така записва дует с Jordan Fisher на песента You're Welcome, която звучи във финалните кредити на филма. „Смелата Ваяна“/„Моана“ получава положителни отзиви и още с премиерата си през ноември 2016 г. става бокс офис хит. Работата на Миранда върху музиката от филма получава възторжени отзиви от критиката, което му донася номинации за наградите „Златен глобус“, Critics' Choice Movie Awards и номинация за Награди на филмовата академия на САЩ за песента „How Far I'll Go“.
Миранда води „Saturday Night Live“ на 8 октомври 2016 г. и през юли 2017 г. получава номинация за „Еми“ за участието си.
Предстои да излезе филмът с негово участие „Мери Попинз се завръща“, режисиран от Роб Маршал. Потвърдено е и участието му като изпълнителен продуцент и композитор на филмовата адаптация на „The Kingkiller Chronicle“ на „Lionsgate“, както и телевизионен сериал със същото име. Миранда продуцира 11 песни, предназначени да бъдат използвани в предстоящия филм на Sony Pictures Animation, Vivo, който ще бъде режисиран от Kirk DeMicco. Миранда също така предоставя гласа си за героя Crackshell/Gizmoduck в подновените серии на DuckTales през 2017 г. Той също така води преговори с Дисни за игрален римейк на класиката на Дисни „Малката русалка“, за който да напише и допълнителна музика съвместно с Alan Menken. Въпреки че проектът не е официално обявен, през юли 2017 г. се потвърждава, че Миранда и Menken работят заедно.

## Личен живот
Миранда се жени през 2010 г. за Ванеса Адриана Надал – негова приятелка от гимназията. На сватбеното тържество, Миранда, заедно с част от гостите, изпълнява песента „To Life“ от Fiddler on the Roof като клипчето е гледано повече от 5 милиона пъти в YouTube. Надал е адвокат в глобалната юридическа фирма Jones Day. Синът на Миранда и Надал се ражда през 2014 г.
Миранда получава почетна степен от Yeshiva University в Washington Heights, Manhattan през 2009 г., връчена му от бившия кмет на Ню Йорк – Ед Кох. Той е най-младият човек, получил почетна степен от този университет. През 2015 г. Миранда получава награда MacArthur Fellows Program. През май същата година получава почетна докторска степен от неговата „Алма матер“ – Уеслиан. Следващата година, след среща с президента Барак Обама, Миранда се присъединява към американските сенатори Kirsten Gillibrand, Charles Schumer, Elizabeth Warren и други демократични депутати, за да призоват Конгреса да подкрепи законопроект на Сената във Вашингтон, който ще позволи на Пуерто Рико да обяви фалит и значително да облекчи дълга си от 70 млрд. долара.

## Театрална работа
- In the Heights
- West Side Story
- Working
- Merrily We Roll Along
- Bring It On the Musical
- 21 Chump Street
- Tick, Tick... Boom!
- Hamilton
- Les Misérables

## Филмография
- Clayton's Friends
- The Odd Life of Timothy Green
- The Polar Bears
- 200 Cartas
- Star Wars: The Force Awakens
- Studio Heads
- Moana
- Hamilton's America
- Speech & Debate
- Mary Poppins Returns

## Дискография
- In the Heights
- 21 Chump Street
- Hamilton
- The Hamilton Mixtape
- The Hamilton Instrumentals

Сингли
- 2016: „Jabba Flow“ from Star Wars: The Force Awakens
- 2016: „Love Make the World Go Round“ с Jennifer Lopez
- 2016: „What the World Needs Now Is Love“ с Broadway for Orlando
- 2017: „Almost Like Praying“ с various artists

## Награди и постижения
Сред многобройните награди на Миранда се открояват награда „Пулицър“, няколко награди „Тони“, две награди „Грами“ и една награда „Еми“. През 2016 г. списание Time го включва в годишната си класация Time 100 като „Един от най-влиятелните хора в света“. Получава собствена звезда на алеята на славата в Пуерто Рико на 22 юни 2017 г. Обявено е, че Миранда ще получи и звезда на Холивудската алея на славата през 2018 г.